# Campionati svizzeri di ski cross
I Campionati svizzeri di ski cross sono una competizione sciistica che si svolge ogni anno, generalmente nel mese di marzo o aprile. Sono organizzati dalla Federazione svizzera di sci e decretano il campione e la campionessa svizzeri di ski cross.

## Albo d'oro
| Edizione | Uomini                 | Donne               |
| -------- | ---------------------- | ------------------- |
| 2010     | Gara annullata         | Gara annullata      |
| 2011     | Conradign Netzer       | Fanny Smith         |
| 2012     | Armin Niederer         | Priscilla Annen     |
| 2013     | Conradign Netzer (2)   | Emilie Serain       |
| 2014     | Armin Niederer (2)     | Sanna Luedi         |
| 2015     | Marc Bischofberger     | Zoe Cheli           |
| 2016     | Alex Fiva              | Katrin Müller       |
| 2017     | Alex Fiva (2)          | Nicole Frei         |
| 2018     | Armin Niederer (3)     | Priscilla Annen (2) |
| 2019     | Joos Berry             | Fanny Smith (2)     |
| 2020     | Ryan Regez             | Saskja Lack         |
| 2021     | Tobias Baur            | Sixtine Cousin      |
| 2022     | Joos Berry (2)         | Talina Gantenbein   |
| 2023     | Marc Bischofberger (2) | Saskja Lack (2)     |
| 2024     | Marc Bischofberger (3) | Saskja Lack (3)     |
| 2025     | Sandro Lohner          | Natalie Schaer      |